# Congerstone
Congerstone är en by i civil parish Shackerstone, i distriktet Hinckley and Bosworth, i grevskapet Leicestershire i England. Byn är belägen 4 km från Market Bosworth. Congerstone var en civil parish fram till 1935 när blev den en del av Shackerstone. Civil parish hade 209 invånare år 1931. Byn nämndes i Domedagsboken (Domesday Book) år 1086, och kallades då Cuningestone.